# Gerechtsgebouw Breda

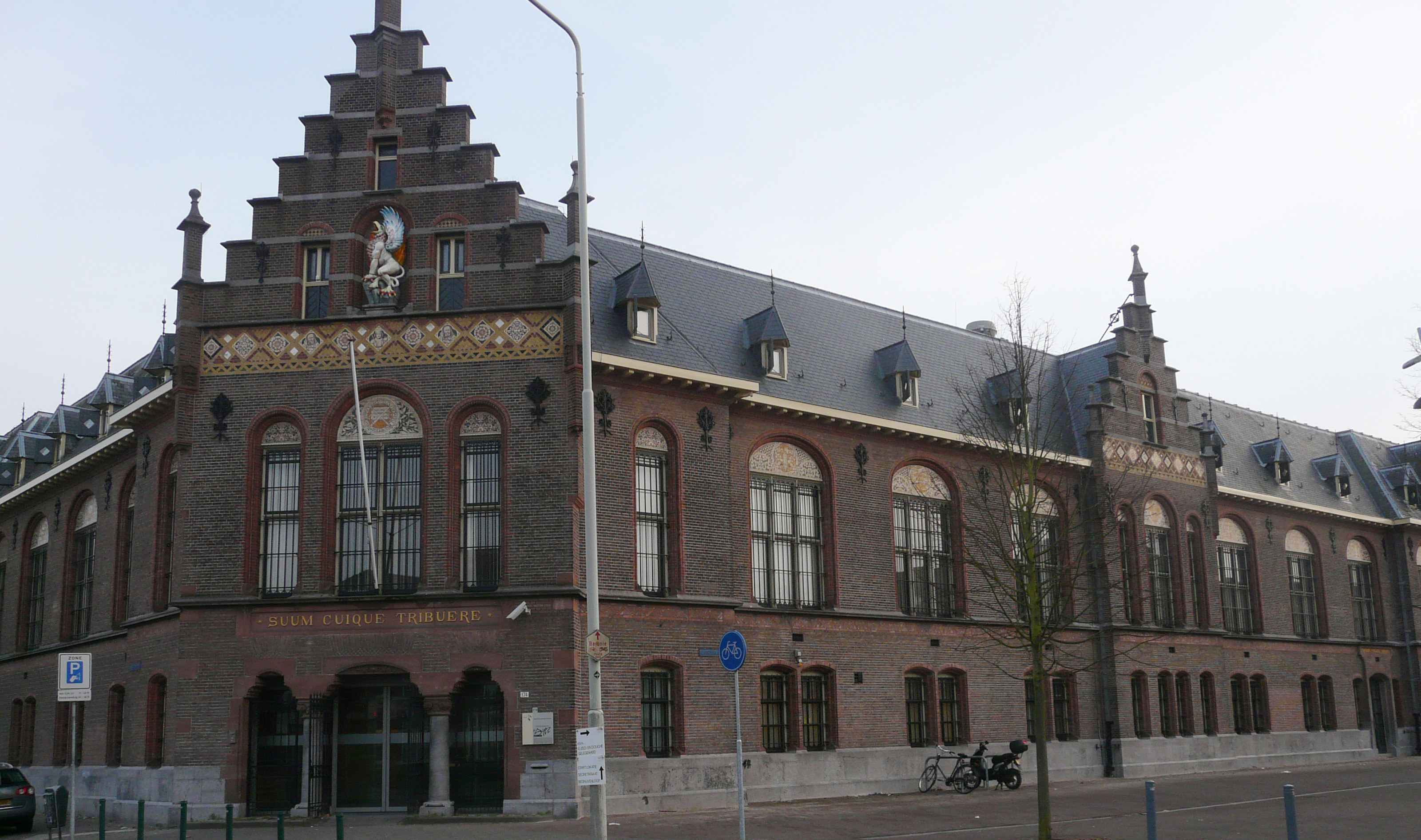
Voormalig gerechtsgebouw Breda

Gerechtsgebouw Breda is een voormalig gerechtsgebouw gelegen aan de Kloosterlaan 170-172 in de Nederlandse stad Breda. Het gebouw ligt in de wijk Breda Centrum.
Het is een monumentaal pand en is in 1883-1886 ontworpen door Willem Cornelis Metzelaar. Het gebouw is uitgevoerd in neorenaissancestijl. Op de façade staat een beeld. Er zijn trapgevels, boogvelden en tegeltableaus van Hildo Krop. Het ligt achter de Koepelgevangenis Breda.
Het bood plaats aan de arrondissementsrechtbank en het kantongerecht. Het heeft twee vleugels met onder ander het Huis van Bewaring en de rechtbank met een ingang voor de publieke tribune.
Tot 1 januari 2014 was er een vrouwengevangenis in gevestigd.

## Fotogalerij

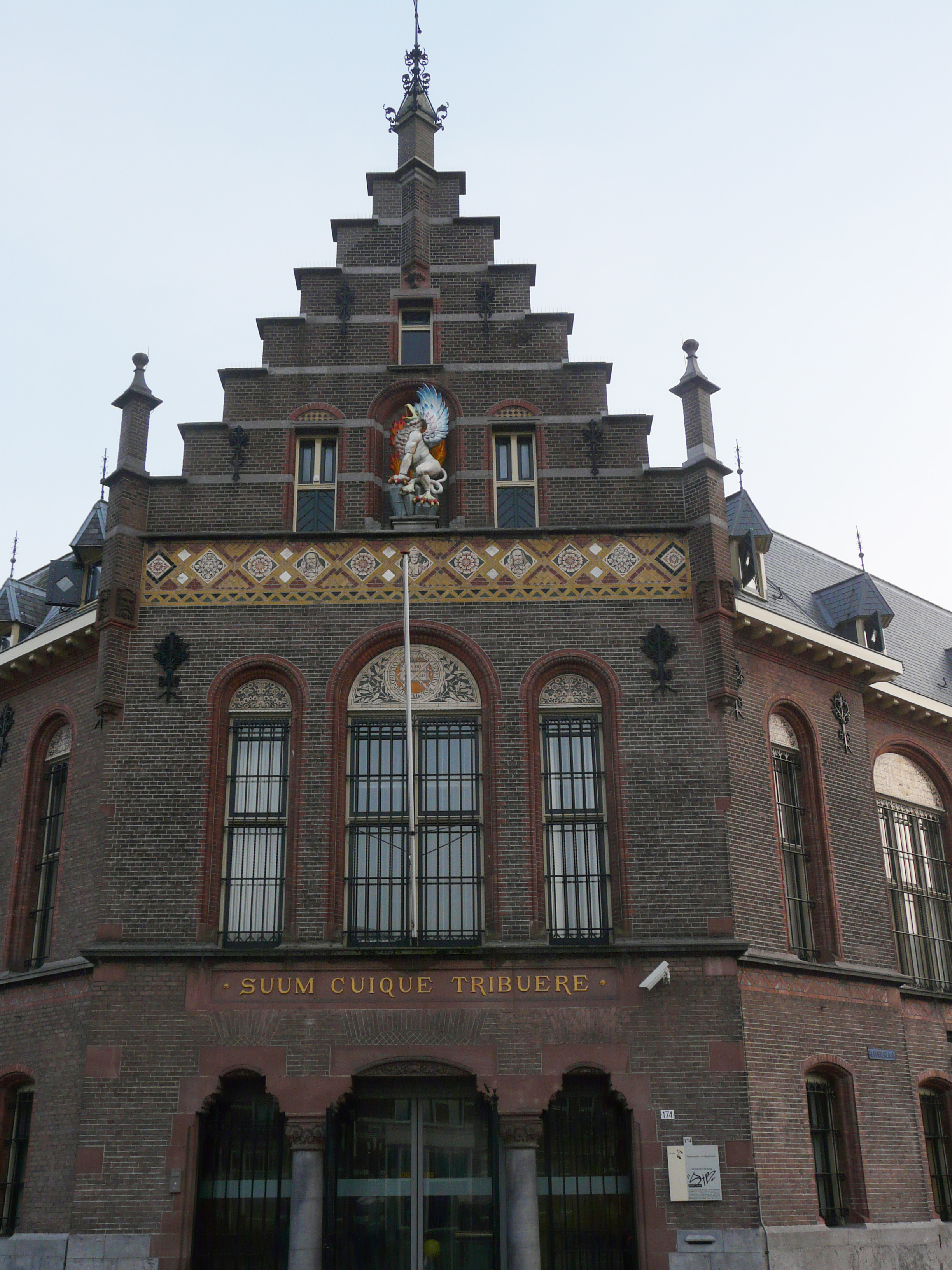
Voorgevel
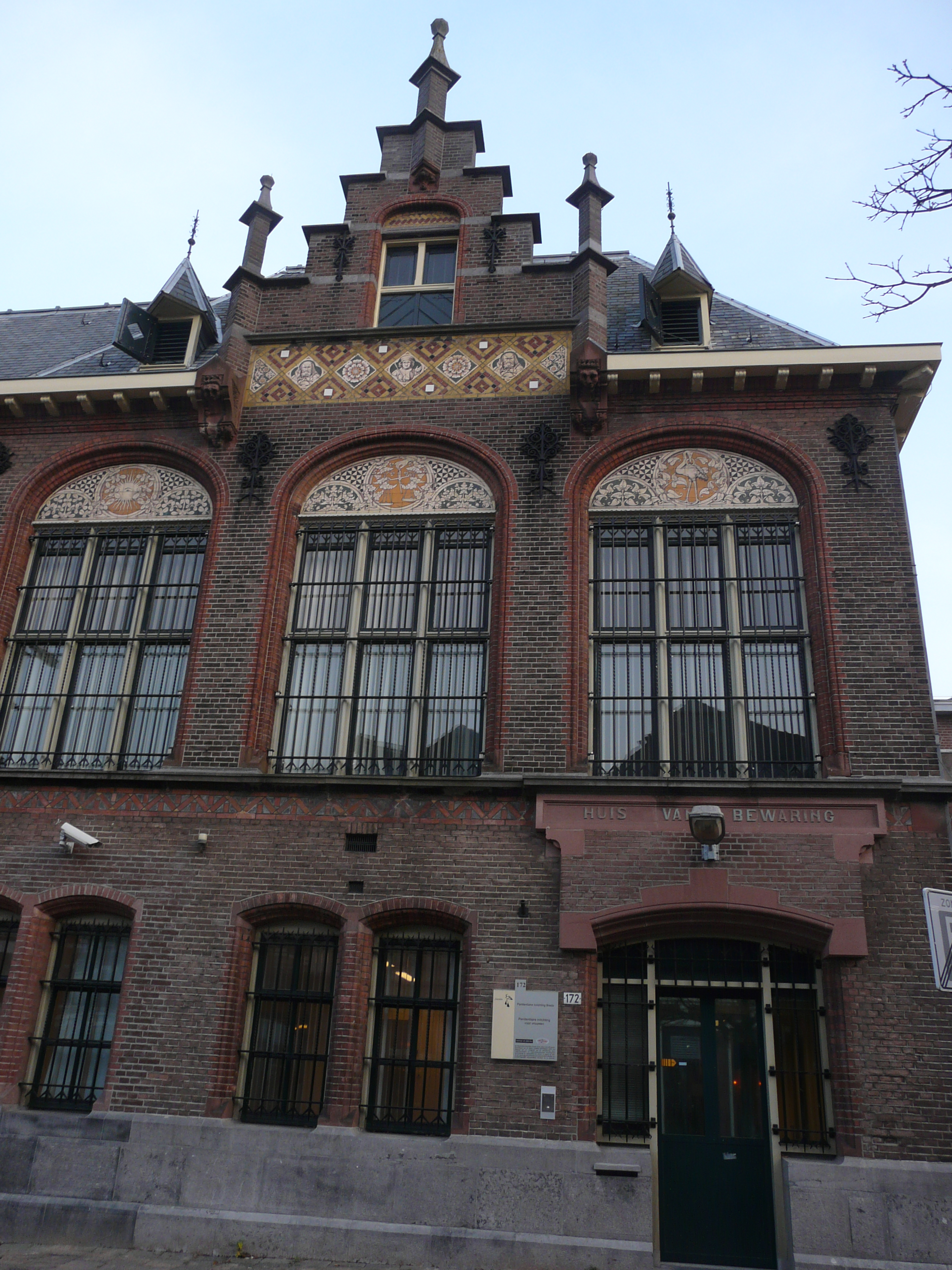
Huis van Bewaring
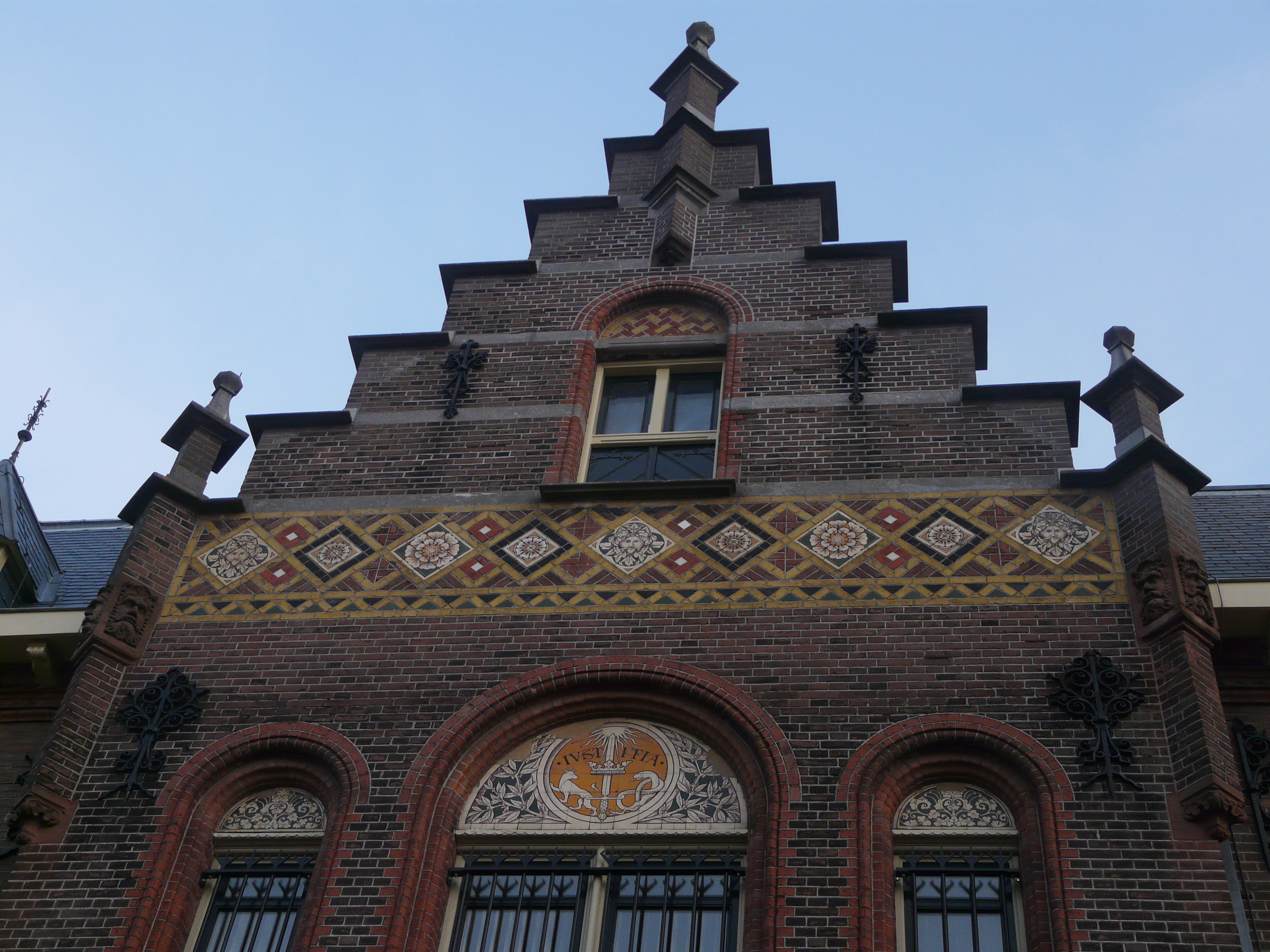
Tegeltableaus
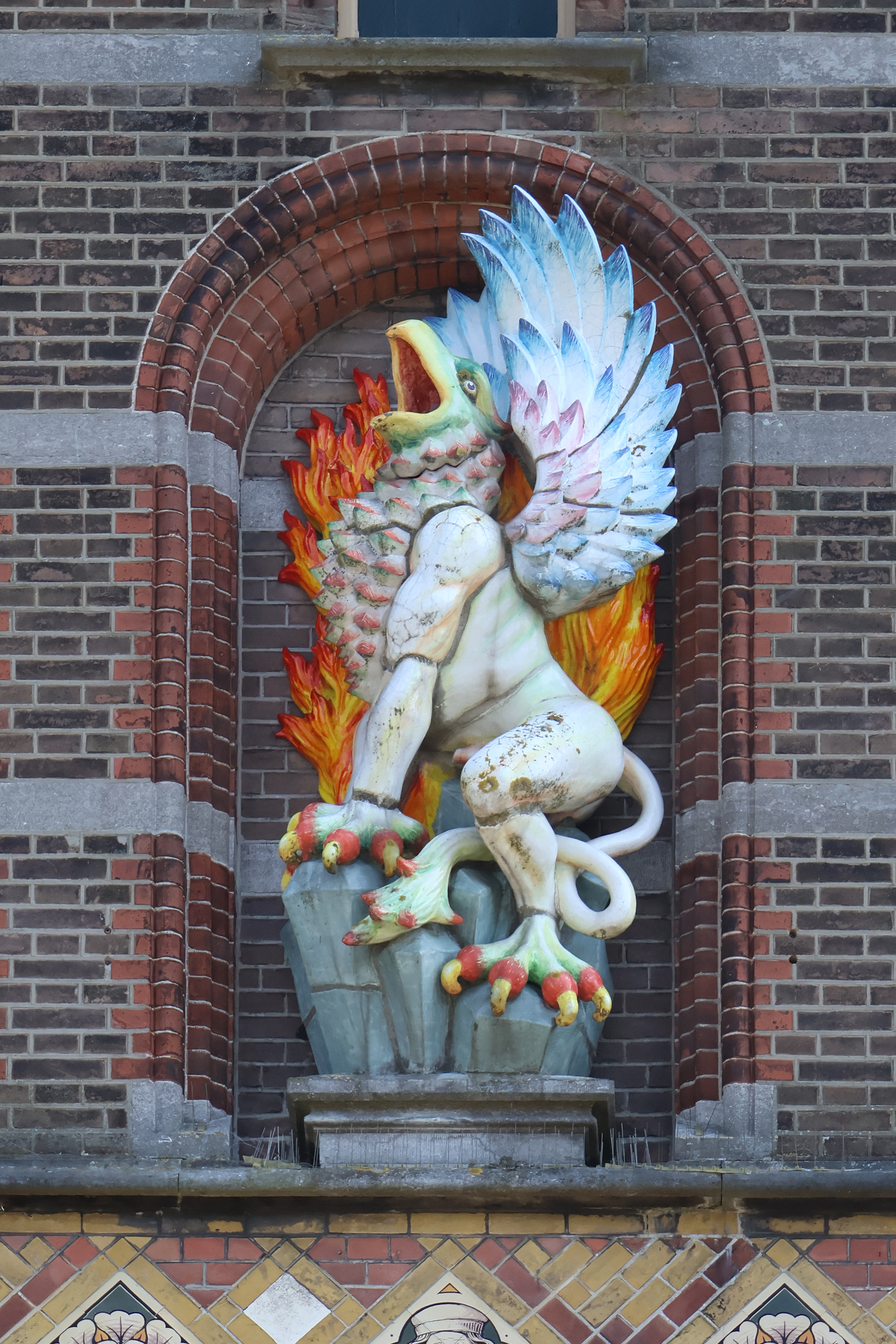
Detail voorgevel